# Municipio de Houk
El municipio de Houk es un municipio de los Estados Federados de Micronesia. Se encuentra en el distrito de Oksoritod, en el estado de Chuuk, en la parte occidental del país, a 1.000 km al oeste de Palikir, el centro del Gobierno Nacional. Tiene 451 habitantes (año 2011). El municipio de Houk se encuentra en la isla de Houk.
Ciudades en el municipio de Houk:
- Houk Village

Las siguientes características naturales se pueden encontrar en el municipio de Houk:
- Lago Brackish
- Isla Houk
- Houk Shoals
- Arrecife de Manila

Tiene clima tropical. La temperatura media es de 23 °C. El mes más caluroso es abril, con 25 °C, y el más frío febrero, con 22 °C. La precipitación media es de 3.524 milímetros al año. El mes más lluvioso es julio, con 425 milímetros de lluvia, y el menos lluvioso marzo, con 209 milímetros.